# Miss Scarlet and the Duke
Miss Scarlet and the Duke is een Brits/Amerikaans historische misdaadserie, gemaakt door Racheal New. De hoofdrollen worden vertolkt door Kate Phillips en Stuart Martin, als privédetective en politie-inspecteur en speelt zich af in de Victoriaanse periode van Engeland.
De eerste aflevering werd gelanceerd op de Britse televisiezender Alibi op 31 maart 2020, en op de Amerikaanse televisiezender PBS op 17 januari 2021. Hierna volgde er nog drie seizoenen. Op 29 februari 2024 werd bekend dat er een vijfde seizoen komt, en dan wordt de titelnaam ingekort naar ‘’’Miss Scarlet’’’. Dit omdat Stuart Martin de serie gaat verlaten. Hij wordt vervangen door Tom Durant Pritchard als inspecteur Alexander Blake.

## Het verhaal
In Londen van 1882 tijdens de Victoriaanse periode verliest Eliza Scarlett (Kate Phillips) plotseling haar vader Henry (Kevin Doyle) die haar zonder geld achterlaat. Zij besluit dan het werk van haar vader, die werkte als privédetective, onder zijn naam voort te zetten. Zij merkt dan al snel dat in deze tijd vreemd wordt opgekeken als een vrouw in die tijd een mannenberoep aanneemt. Tijdens haar werk neemt zij regelmatig contact op met haar jeugdvriend William Wellington (Stuart Martin) alias The Duke, een stoïcijnse Schotse politie-inspecteur van Scotland Yard voor assistentie. 
Op zijn werk wordt William The Duke genoemd, een bijnaam die refereert naar de Duke of Wellington. De overleden vader van Eliza, Henry, heeft in het verleden regelmatig The Duke in zijn kinderjaren gered van de ruige straten in Londen, en later begeleid tijdens zijn politietraining. Hierdoor keek The Duke naar Henry als zijn eigen vader, en hierdoor heeft hij ook een zwak gekregen voor Eliza. Op begin is hij erg geïrriteerd dat Eliza in zijn ogen een mannenberoep wil uitoefenen, maar raakt dan toch steeds meer onder de indruk naar haar vaardigheden. 
Eliza wordt gesteund door haar vriend Rupert Parker (Andrew Gower), een rijke man die haar financieel steunt. Rupert is de vrijgezelle (en in het geheim homoseksuele) zoon van Mrs. Parker, een rijke huurbaas die eigenaar is van de woning van Eliza. Zij voorziet Eliza van talrijke en ongevraagde meningen over haar leefwijze. Eliza woont samen met haar huishoudster Ivy Woods (Cathy Belton), die geholpen heeft met de opvoeding van Eliza sinds het sterven van haar moeder (lang voordat de serie begon). Eliza en The Duke bekvechten constant met elkaar, maar kunnen ook niet zonder elkaar. Eliza roept ook regelmatig de hulp in van de beroepscrimineel Moses (Ansu Kabia), om te helpen in zaken wanneer zij onderzoek moet doen in de onderwereld van Londen.

## Rolverdeling

### Hoofdrollen
| Acteur        | Personage                     | Functie               | seizoen   |
| ------------- | ----------------------------- | --------------------- | --------- |
| Kate Phillips | Eliza Scarlet                 | privédetective        | 1 - heden |
| Stuart Martin | William "The Duke" Wellington | politie-inspecteur    | 1 - heden |
| Ansu Kabia    | Moses Valentine               | beroepscrimineel      | 1 - 3     |
| Cathy Belton  | Ivy Woods                     | huishoudster          | 1 - heden |
| Simon Ludders | mr. Potts                     | lijkschouwer          | 1 - heden |
| Ian Pirie     | Monro                         | Superintendent        | 2 - 3     |
| Evan McCabe   | Oliver Fitzroy                | rechercheur           | 2 - heden |
| Tim Chipping  | Phelps                        | rechercheur/brigadier | 2 - heden |
| Jessie Cave   | Harriet "Hattie" Parker       |                       | 2         |
| Felix Scott   | Patrick Nash                  | privédetective        | 2 - heden |
| Brian Bovell  | Solomon                       | winkeleigenaar        | 2 - 3     |
| Oliver Chris  | Basil Sinclaire               | journalist            | 2 - heden |
| Paul Bazely   | Hailey Upton                  | boekhouder            | 4 - heden |

### Bijrollen
| Acteur           | Personage            | Functie                  | seizoen |
| ---------------- | -------------------- | ------------------------ | ------- |
| Kevin Doyle      | Henry Scarlet        | vader Eliza              | 1       |
| Andrew Gower     | Rupert Parker        | zakenman en vriend Elzia | 1       |
| AMatthew Malone  | Clarence Honeychurch | politie constable        | 1       |
| Danny Midwinter  | Frank Jenkins        | rechercheur/brigadier    | 1       |
| Nick Dunning     | Stirling             | Superintendent           | 1       |
| Richard Evans    | Herr Hildegard       | uitvaartondernemer       | 1       |
| Amy McAllister   | Tilly Hildegard      |                          | 1       |
| Helen Norton     | mrs. Parker          | huurbaas                 | 1 - 2   |
| Sophie Robertson | Arabella Acaster     | restauranteigenaar       | 3       |
| Laura Rollins    | Clementine           | prostitué                | 2 - 3   |

## Afleveringen
| Seizoen | Datum eerste aflevering | Datum laatste aflevering | Aantal afleveringen |
| ------- | ----------------------- | ------------------------ | ------------------- |
| 1       | 31 maart 2020           | 5 mei 2020               | 6                   |
| 2       | 14 juni 2022            | 19 juli 2022             | 6                   |
| 3       | 8 januari 2023          | 12 februari 2023         | 6                   |
| 4       | 7 januari 2024          | 11 februari 2024         | 6                   |